# Pyramid Island (Kenia)
Pyramid Island ist eine kleine, zu Kenia gehörende Insel in einem fischreichen Gebiet des östlichen Victoriasees. Die Insel hat ihren Namen aufgrund ihrer pyramidenartigen Form, ist unbewohnt und bietet keine Anlegemöglichkeit für Boote. Sie liegt 1,6 km bzw. 1,8 km südlich der Inseln Usingo und Migingo, gelegentlich werden diese drei Inseln auch als die Migingo-Inseln zusammengefasst. 
Während die staatliche Zugehörigkeit der benachbarten Migingo-Insel umstritten ist, ist die Zugehörigkeit von Pyramid Island eindeutig, da die Verfassung Ugandas von 1955 bei der Beschreibung des Grenzverlaufes die Insel erwähnt: die Grenze zum östlich gelegenen Kenia verläuft an ihrer Westspitze, womit die Insel selbst zu Kenia gehört. Die kleine Pyramid Island hat damit als eine Art „Grenzmarkierung“ Bedeutung in einem internationalen Konflikt um die umstrittene Insel Migingo bekommen: Liegt Migingo westlich von Pyramid Island, gehört sie zu Uganda, liegt sie östlich, gehört sie zu Kenia.
Mit einer Höhe von 1306 Metern ragt die Insel 172 Meter steil über den Seespiegel des Victoriasees.